# Bar-le-Duc
Bar-le-Duc [baʁ lə dyk] ist eine Stadt im Nordosten Frankreichs mit 14.615 Einwohnern (Stand 1. Januar 2022) im Département Meuse in der Region Grand Est (bis 2015 Lothringen).

## Geografie
Die Stadt erstreckt sich auf einer Fläche von 23,69 Quadratkilometern, liegt innerhalb eines schmalen Tales und wird umschlossen von Wäldern und Weinhügeln. Sie liegt am Ornain, über den zahlreiche Brücken führen und an der Bahnstrecke Paris–Strasbourg. Sie wird auch vom Rhein-Marne-Kanal erschlossen, der unter Ausnutzung weiterer Kanäle eine schiffbare Verbindung aus dem Raum Paris bis an den Rhein ermöglicht.

## Geschichte
Der Ursprung der Stadt geht auf eine gallorömische Siedlung zurück. In der Merowingerzeit wurde ein „Burgum Barri“ genannt, als Hauptort des pagus Barrensis. 954 war Bar Sitz des Grafen von Bar und gehörte zum Heiligen Römischen Reich. 1243 erhielt Bar-le-Duc Stadtrechte.

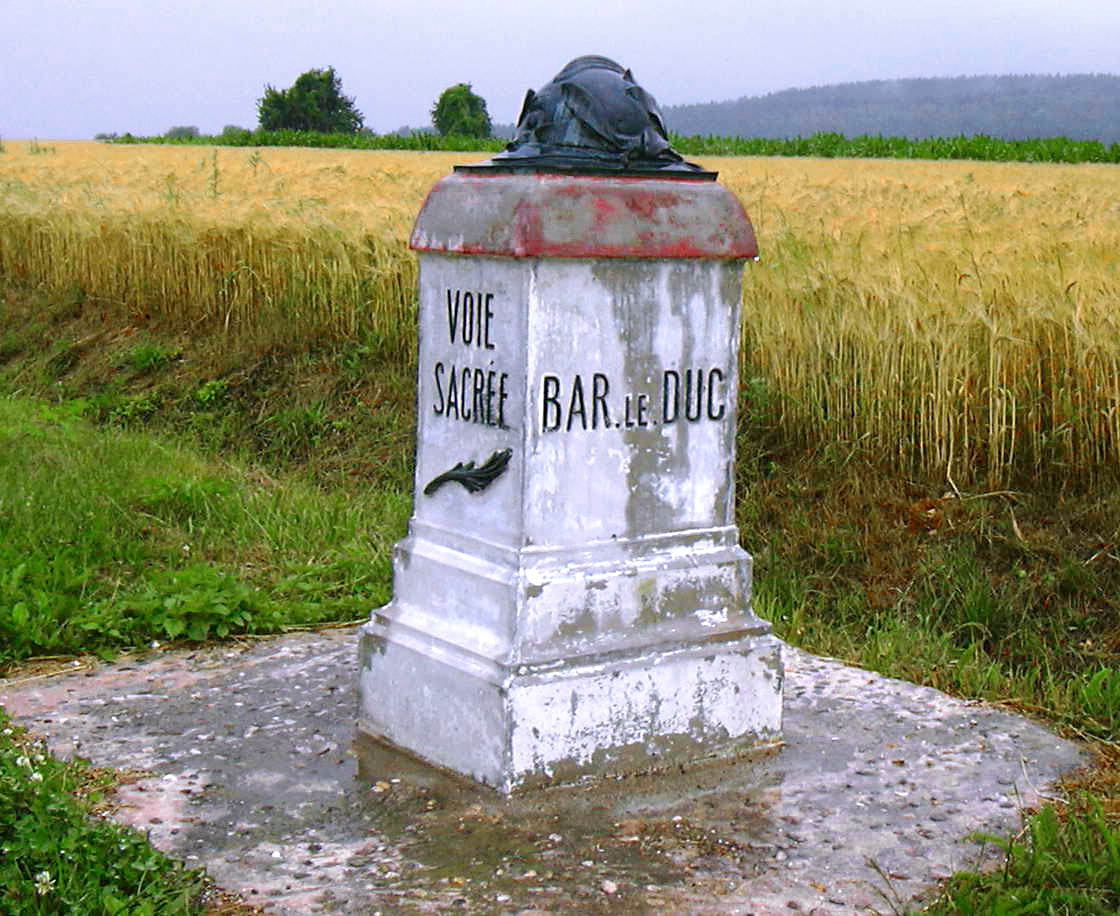
Voie Sacrée, Gedenkstein

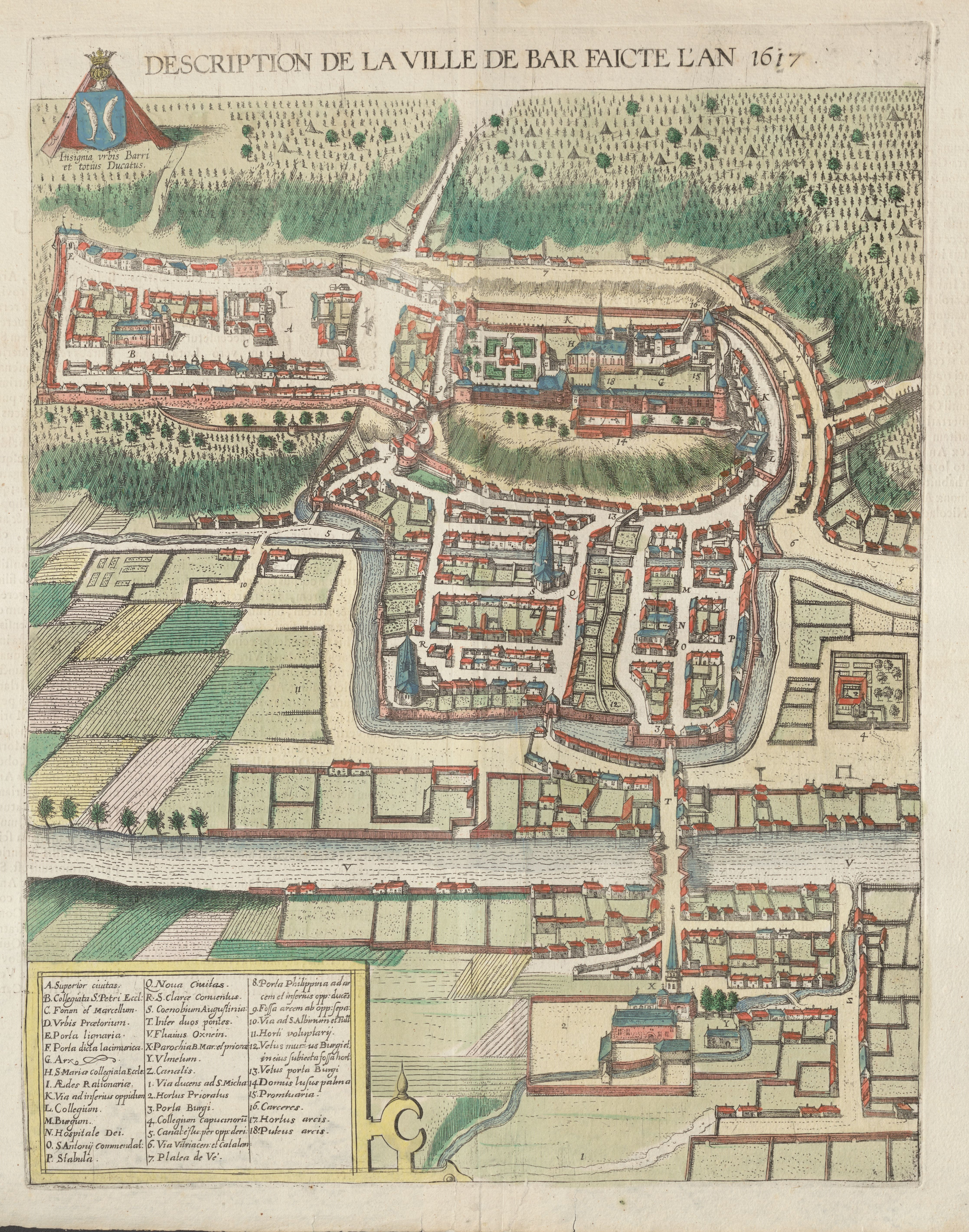
Kolorierter Stadtplan von 1617

1301 musste der Graf von Bar seine westlich der Maas liegenden Besitztümer dem französischen König, der auf der Seite seiner Gegner stand, zu Lehen auftragen; diese Teile der Grafschaft wurden dann als Barrois mouvant bezeichnet (mouvant du roi de France = vom König von Frankreich lehensrührig). 1354 wurde die Grafschaft Bar zum Herzogtum erhoben. Das Herzogtum Bar fiel 1485 an das Herzogtum Lothringen und 1766 an Frankreich.
Eine historische Ansicht der Stadt Bar-le-Duc stammt von Matthäus Merian dem Älteren.
Nach der Französischen Revolution (1789–1799) wurde die Stadt Hauptort des Départements Meuse und hieß von 1792 bis 1815 Bar-sur-Ornain.
Während des Ersten Weltkriegs (1914–1918) hatte die Straße von Bar-le-Duc nach Verdun eine große Bedeutung für die französische Armee. Sie war 1916 während der Schlacht um Verdun die einzig verbliebene Verbindung nach Verdun. Die gesamte Versorgung lief über diese Straße. Sie wird seitdem als Voie Sacrée bezeichnet.

### Bar-le-Duc seit 1918
Am 24. April 1922 hielt der französische Ministerpräsident Raymond Poincaré in seinem Geburtsort Bar-le-Duc eine viel beachtete Rede als Antwort auf den Vertrag von Rapallo. Darin bekräftigte er die französischen Forderungen an das Deutsche Reich, endlich seinen Reparationsverpflichtungen aus dem Versailler Vertrag nachzukommen. Er drohte dabei auch bereits eine mögliche Militärintervention Frankreichs an, sollte Deutschland dem nicht nachkommen. Wenige Monate später besetzte Frankreich das Ruhrgebiet.
Es gibt relativ wenige Informationen über Bar-le-Duc in der Zwischenkriegszeit und der Zeit während des Zweiten Weltkriegs. Wie in vielen anderen Orten Frankreichs wurden auch hier im Herbst 1939 feindliche Ausländer – Deutsche und Österreicher – interniert. Wo sich von September 1939 bis Mai 1940 dieses Lager – in der damaligen Terminologie ein Centre de Rassemblement des Etrangers (C.R.E., Sammelstelle für Ausländer) – befand, ist nicht bekannt.
Im Juni 1940 besiegte die Wehrmacht die französischen Streitkräfte im Westfeldzug und besetzte große Teile Frankreichs.
Vielerorts (auch in Bar-le-Duc) wurden französische Soldaten in sogenannten Frontstammlagern (Frontstalags) interniert. Laut der Organisation AJPN – Anonymes, Justes et Persécutés durant la Période Nazie dans les Communes de France waren Ende September 1940 etwa 3000 Soldaten in der Caserne Oudinot interniert, von denen 2400 zu den Landwirten in der Umgebung abkommandiert worden seien. Nach der gleichen Quelle befanden sich vergleichbare Einrichtungen im Camp Exelmans, Camp Moncey und in der École Normale. Auf der Webseite Prisonniers de Guerre wird neben dem Camp Exelmans auch eine Seifenfabrik als „Frontstalag 240“ erwähnt.
Im Herbst 1940 wurden die Schüler des Gymnasiums von Bar-le-Duc von den Besatzern wegen „provokantem Verhalten“ und entsprechenden Graffiti mit einer zweiwöchigen Schulschließung bestraft. Für Schüler über 16 Jahre wurde Arbeitsdienst angeordnet.
Am 21. Juni 1941 wurde der in Bar-le-Duc wohnende mutmaßliche Kommunist Jules Allaix „aus politischen Gründen“ verhaftet. Er wurde zunächst in der oben erwähnten École Normale interniert und später in Compiègne im Transit- und Internierungslager Royallieu. Von dort aus wurde er am 6. Juli 1942 ins Vernichtungslager Auschwitz deportiert.
1944 wurde die in Bar-le-Duc lebende jüdische Familie Cain verhaftet. Der damals 61-jährige Henri Cain wurde erschossen, seine gleichaltrige Frau Louise am 13. April 1944 über das Sammellager Drancy nach Auschwitz deportiert.

### Bevölkerungsentwicklung
| Jahr      | 1962   | 1968   | 1975   | 1982   | 1990   | 1999   | 2007   | 2019   |
| Einwohner | 18.346 | 19.159 | 19.288 | 18.471 | 17.545 | 16.944 | 16.002 | 14.625 |

## Städtepartnerschaften
Die Stadt Bar-le-Duc unterhält Städtepartnerschaften mit den deutschen Städten Wilkau-Haßlau in Sachsen und mit Griesheim in Hessen. Außerdem besteht eine Partnerschaft mit der ungarischen Stadt Gyönk.

## Sehenswürdigkeiten

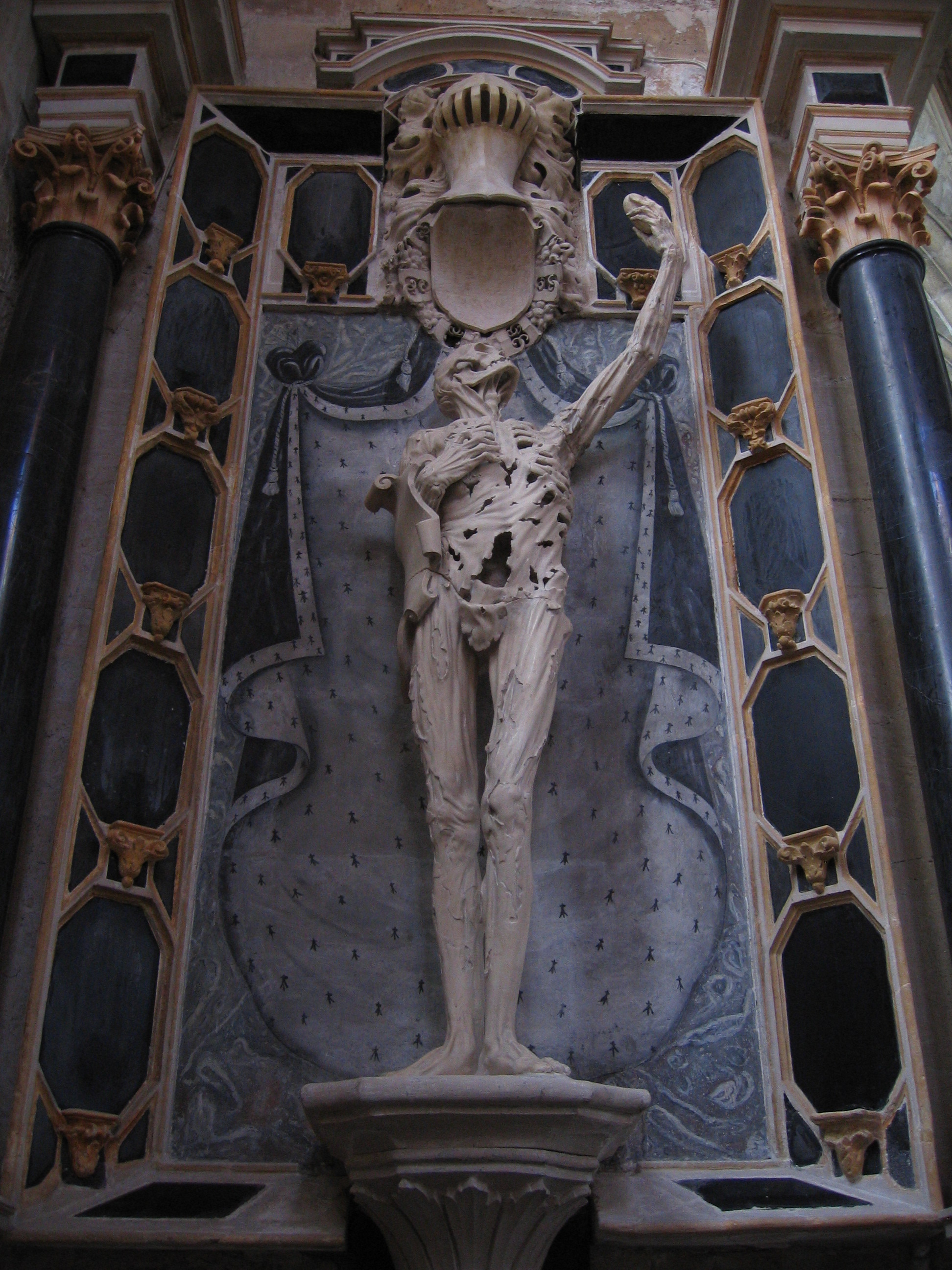
Grabskulptur des Renatus von Oranien-Nassau in der Kirche Saint-Étienne

Die Stadt ist ein Zeugnis der Renaissancearchitektur. Sie enthält zwei historisch interessante Teile: die Unterstadt am Fluss Ornain und die Oberstadt auf dem Berghang. In der Unterstadt sind sehenswert unter anderem die Kirche Notre-Dame aus dem 12. Jahrhundert, die Brücke Notre-Dame und das Gebäude des Collège Gilles-de-Trèves (1571).
In der Oberstadt sind viele Steinhäuser aus dem 15., 16. und 17. Jahrhundert erhalten. Das Schloss der Herzöge von Bar wurde 1670 weitgehend geschleift. Das Gelände ist heute ein großer Platz, geschmückt mit Blumenrabatten, Bäumen und Bänken. Direkt daneben befindet sich das Museum (Musée Barrois) in einem Gebäude aus dem 16. Jahrhundert. Die Kirche Saint-Étienne (15. Jahrhundert) enthält die berühmte Statue des Bildhauers Ligier Richier (ca. 1500–1567) Le Transi oder auch Das Skelett genannt. Ein Transi ist wie ein Gisant eine liegende Grabskulptur. Der Verstorbene wird aber im Gegensatz zum Gisant im Zustand der Verwesung dargestellt.
Weitere Sehenswürdigkeiten:
- Pfarrkirche Saint-Antoine, errichtet als Klosterkirche, 14. Jahrhundert
- Rathaus, errichtet als repräsentatives Wohngebäude, klassizistisch, 1803/1813
- Schloss Marbeaumont, errichtet als repräsentatives Wohngebäude eines Bankiers, eklektizistisch, 1903/04

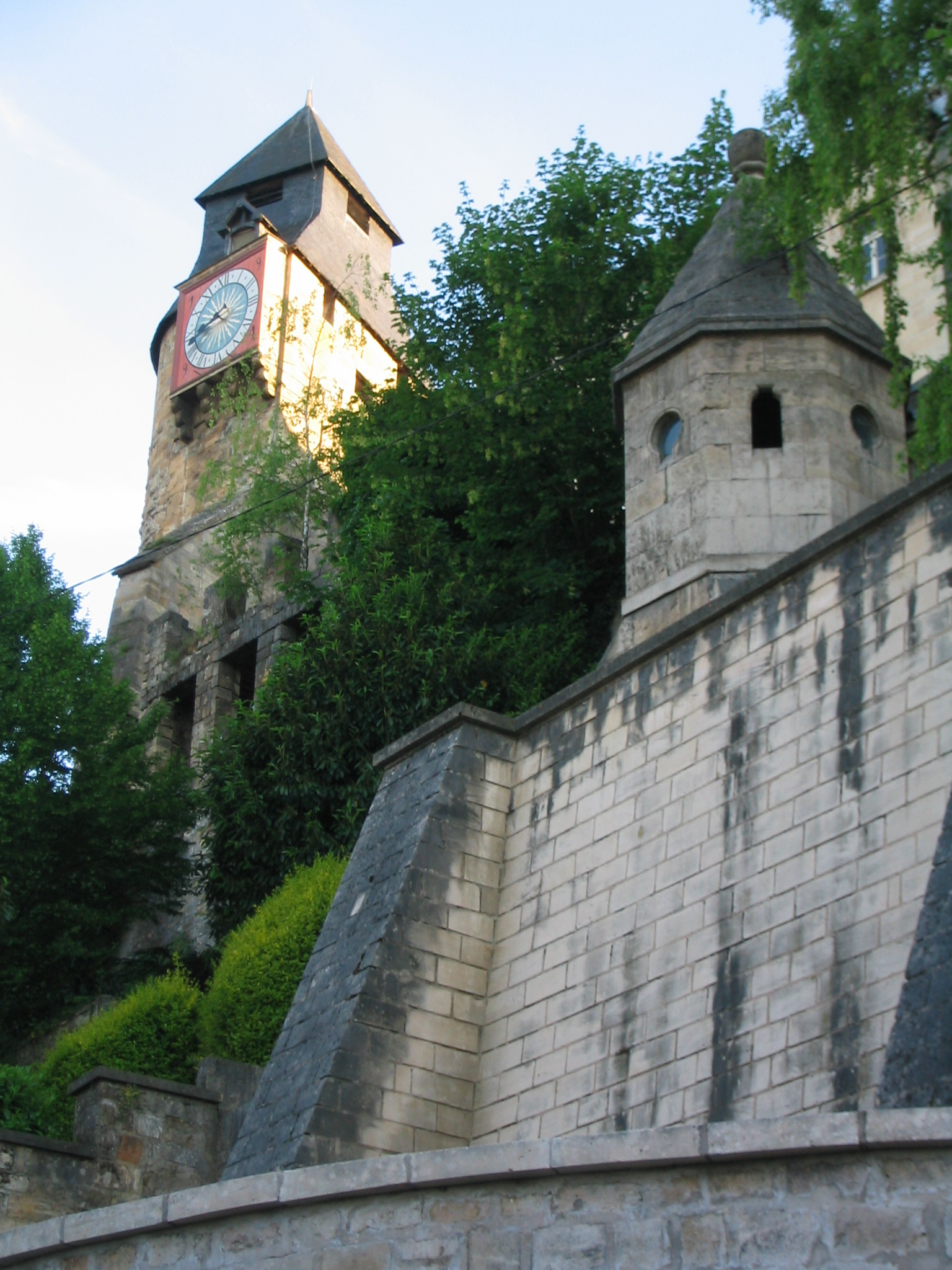
Uhrturm

- Uhrturm, einziger Rest der mittelalterlichen Befestigungen, die das heutige Schloss umgaben, ausgeführt in Buckelquadern, das westlichste Vorkommen staufischer Burgenarchitektur in Lothringen
- Hôtel de Florainville
- Hôtel de la Bessière
- Hôtel de l’Escale
- Hôtel de Marne
- Hôtel de Radouan
- Hôtel de Salm
- Rue des Ducs, La Place Saint-Pierre
- Synagoge, erbaut 1870/71 (Monument historique)
- das Denkmal für Pierre und Ernest Michaux erinnert an die Erfinder des Velozipeds

## Verkehr

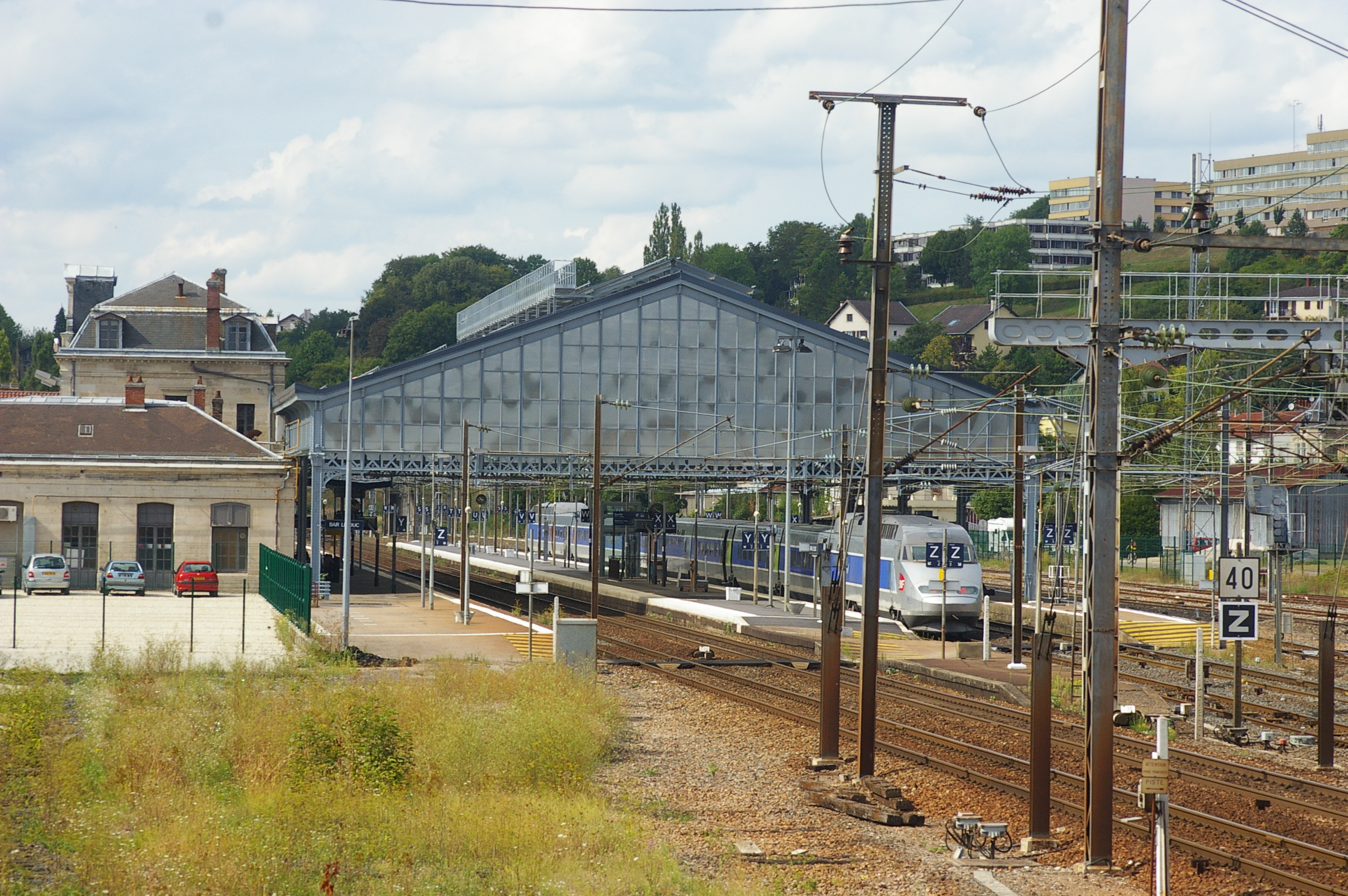
Hochgeschwindigkeitszug des Typs TGV Réseau im Bahnhof Bar-le-Duc (2009)

Bar-le-Duc hat einen am 27. Mai 1851 eröffneten Bahnhof an der Bahnstrecke Paris–Strasbourg, die vom Pariser Bahnhof Embarcardère de Strasbourg her die Stadt erreichte. Gebaut und betrieben wurde die Strecke von der Compagnie du chemin de fer de Paris à Strasbourg, die 1854 in die Compagnie des Chemins de fer de l’Est überging. Am 15. November 1851 wurde sie bis Commercy verlängert, ab dem 12. August 1852 konnten die Züge bis Straßburg fahren. Der erste elektrisch betriebene Zug verkehrte am 27. April 1959. Nach der Eröffnung der Schnellfahrstrecke LGV Est européenne im Jahr 2007 halten in Bar-le-Duc nur noch wenige Fernzüge; die Regionalzüge gehören seit 2016 zum TER Grand Est.
Seit 1824 begann im Zentrum der Stadt die Nationalstraße N 66 von Bar-le-Duc nach Saint-Louis. Deren Abschnitt bis Ligny-en-Barrois wurde 1978 zur N 135 umgezeichnet. 1923 wurde die von Bar-le-Duc nach Verdun führende Voie Sacrée (heutige Departementsstraße D 1916) ohne eigene Nummer in das Netz der Nationalstraßen aufgenommen. Die N 394 (1973 zur D 994 abgestuft) endete in, die N 401 (heute: D 635) führte durch Bar-le-Duc.
Nächste Autobahn ist die nördlich verlaufende Autoroute A 4 von Paris nach Straßburg. Im Süden von Bar-le-Duc ist in derselben Relation die N 4 ebenfalls autobahnähnlich ausgebaut.

## Kulinarische Spezialitäten
- La Duchesse, transparente Johannisbeerkonfitüre, deren Beeren mit der Gänsefeder entkernt werden,[8] auch als Kaviar von Bar bezeichnet
- Le Ducale und Le Renaissance, Schokoladenspezialitäten
- Johannisbeer- und Rhabarberweine
- Biere aus Kleinbrauereien

## Persönlichkeiten

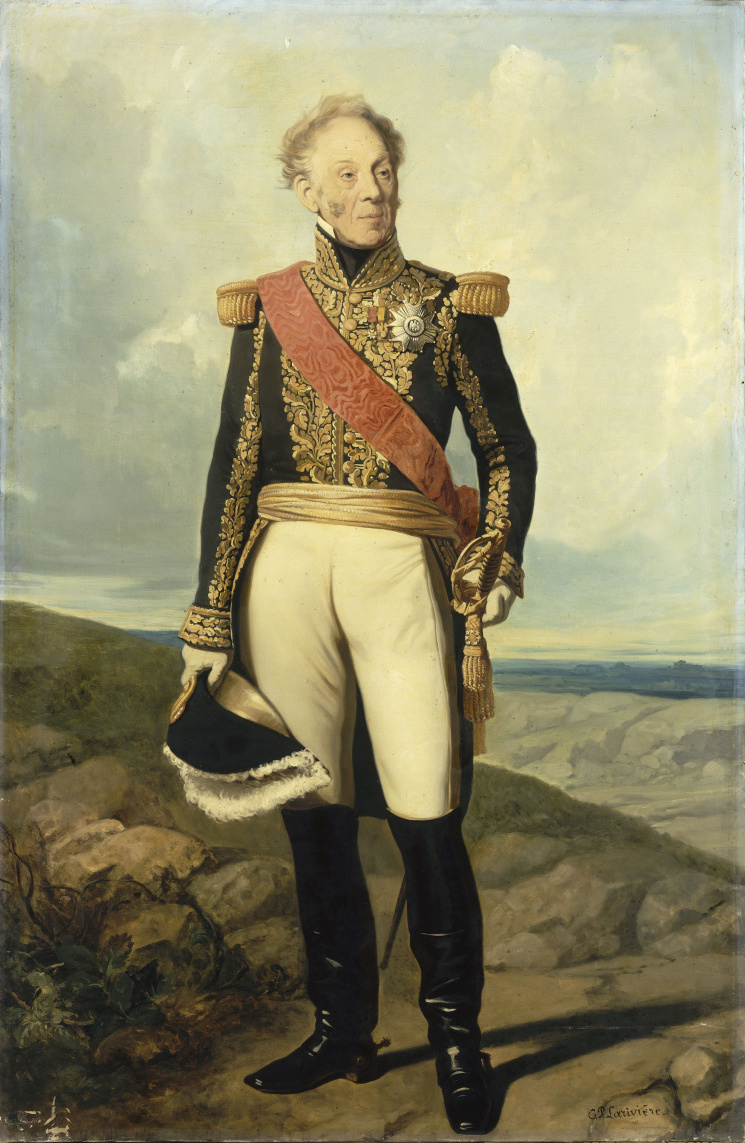
Rémy-Isidore Exelmans 1852

- Anton der Gute (1489–1544), Herzog von Lothringen
- Augustin Marlorat (1506–1562), Reformator und Märtyrer
- Marie de Guise (1515–1560), als zweite Ehefrau des verwitweten Jakob V. Königin von Schottland und Mutter von Maria Stuart
- François de Lorraine, duc de Guise (1519–1563), Feldherr und Staatsmann
- Nicolas de Lorraine, duc de Mercœur (1524–1577), Herzog von Mercœur
- Jean Errard de Bar-le-Duc (1554–1610), Vater der französischen Festungsbaukunst
- Jean Leurechon (1591–1670), Mathematiker und Jesuit
- Jean-Henri d’Anglebert (1629–1691), Komponist, Cembalist und Organist
- Karl von Lothringen-Commercy (1661–1702), kaiserlicher Feldmarschall
- Pierre Parisot (1703–1769), Missionar, Priester des Kapuzinerordens
- Nicolas-Charles Oudinot (1767–1847), Marschall von Frankreich
- Rémy-Isidore Exelmans (1775–1852), Marschall von Frankreich
- Pierre-Charles Robert (Bar-le-Duc 1812–1887 Paris), Numismatiker
- Edmond Laguerre (1834–1886), Mathematiker
- Jules Develle (1845–1919), Politiker in der Zeit der Dritten Republik
- Raymond Poincaré (1860–1934), Staatsmann und Politiker
- Pierre de Bréville (1861–1949), Komponist
- Jules-Henri Desfourneaux (1877–1951), Scharfrichter
- Gustave Lefebvre (1879–1957), Ägyptologe und Altphilologe
- Marcel Ulrich (1880–1933), Ingenieur und Politiker
- Ernest Wickersheimer (1880–1965), Arzt, Medizinhistoriker und Bibliothekar
- Henri Stalter (1884–1970), Autorennfahrer
- Guy Camus (1921–2006), Biologe und Hochschullehrer
- Magali Faure (* 1972), Bahnradsportlerin
- Johann Grégoire (* 1972), Freestyle-Skier
- Benjamin Compaoré (* 1987), Dreispringer
- Aurore Fleury (* 1993), Mittelstreckenläuferin